# Britney Spears: Live and More!
Britney Spears: Live and More! é o segundo DVD da cantora Britney Spears, lançado em VHS em 21 de novembro de 2000 e depois relançado em DVD dia 13 de fevereiro de 2001, junto com o seu primeiro DVD Time Out With Britney Spears. O DVD mostra imagens de Britney cantando ao vivo no Havaí, para promover a sua turnê Crazy 2K Tour, ele contem três clipes Lucky, Oops!... I Did It Again, Stronger. Mesmo que o DVD tenha atingido a posição número quatro, nos E.U.A, ele foi certificado 3x platina e na França ele foi certificado platina, isso significa que ele vendeu mais de 20.000 exemplares, e no mundo mais de 2 milhões de cópias vendidas.

## Conteúdo do DVD

### Informações Técnicas
- Legendas disponíveis: Inglês, Espanhol, Japonês
- Áudio: Inglês (Dolby Digital 5.1)

### Vídeos
- 3 Videoclipes:
  1. "Oops!... I Did It Again"
  2. "Lucky"
  3. "Stronger"
- Britney on Saturday Night Live:
  1. "Woodrow the Homeless Man"
  2. "Britney judges dancer tryouts"
  3. "Morning Latte",
  4. "Oops!… I Did It Again"
  5. "Don't Let Me Be the Last to Know"
- Britney Live From Waikiki Beach:
  1. "(You Drive Me) Crazy"
  2. "Sometimes"
  3. "From the Bottom of My Broken Heart"
  4. I Will Be There
  5. "Born to Make You Happy"
  6. "Oops!... I Did It Again"
  7. "Don't Let Me Be the Last to Know"
  8. "The Beat Goes On"
  9. "...Baby One More Time"
- Video jukebox
- Photo gallery
- Web links

## Curiosidades
A música "I Will Be There" só foi realizada no show, porém não foi incluída no DVD.